# Ska Authentic Vol. 2
Ska Authentic Vol. 2 – trzeci album studyjny The Skatalites, jamajskiej grupy muzycznej wykonującej ska. 
Płyta została wydana w roku 1968 przez Studio One i była w zasadzie kompilacją nagrań zarejestrowanych przez Clementa "Sir Coxsone'a" Dodda w ciągu kilkunastu miesięcy istnienia zespołu na przełomie lat 1964-65. Oprócz dziewięciorga członków założycieli zespołu, w sesjach tych wzięli również udział tacy muzycy jak Dennis "Ska" Campbell i Ernest Ranglin czy wokaliści Delroy Wilson i Jackie Opel. Na płycie znalazły się także pojedyncze utwory zespołów Toots & The Maytals, The Gaylads oraz Andy & Joey. Produkcją nagrań zajął się Sir Coxsone.
W roku 2001 nakładem Studia One ukazała się reedycja albumu na płycie CD, zawierająca także kilka dodatkowych utworów.

## Lista utworów

### Strona A
1. "Tear Up"
2. "My Love" (Andy & Joey)
3. "President Kennedy"
4. "Tell Me" (Toots & The Maytals)
5. "Can't Sit Down"
6. "Dream Dream" (The Gaylads)

### Strona B
1. "Rain Or Shine"
2. "Trotting In"
3. "Dr. Kildare"
4. "River Bed" (The Gaylads)
5. "Love Abiding" (feat. Delroy Wilson)
6. "Cow & Gate"

### Dodatkowe utwory w reedycji
1. "Mother In Law"
2. "Full Dread"
3. "You're Too Bad" (feat. Jackie Opel)
4. "Skavling Johnny"

## Muzycy

### The Skatalites
- Roland Alphonso - saksofon tenorowy
- Tommy McCook - saksofon tenorowy
- Lester "Ska" Sterling - saksofon altowy
- Don Drummond - puzon
- Johnny "Dizzy" Moore - trąbka
- Lloyd Brevett - kontrabas
- Jerome "Jah Jerry" Haynes - gitara
- Lloyd Knibb - perkusja
- Jackie Mittoo - fortepian

### Gościnnie
- Dennis "Ska" Campbell - saksofon tenorowy
- Ernest Ranglin - gitara
- Frank Anderson - trąbka
- Delroy Wilson - wokal
- Jackie Opel - wokal